# دهستان آسپاس
آسپاس، دهستانی است از توابع بخش سده شهرستان اقلید در استان فارس ایران.

## جمعیت
براساس سرشماری سال ۱۳۸۵ جمعیت آن ۴٬۱۱۶ نفر (۹۲۲ خانوار) بوده‌است.